# Ida Siekmann
Ida Siekmann (Gorken, cerca de Marienwerder, Prusia Occidental, Imperio alemán —actual Górki, condado de Kwidzyn, Polonia—; 23 de agosto de 1902-Berlín Este, República Democrática Alemana; 22 de agosto de 1961) fue una enfermera alemana, considerada la primera víctima del Muro de Berlín, fallecida nueve días después del inicio de la construcción del Muro al tratar de cruzar a la zona occidental saltando por la ventana de su casa en Berlín Este.

## Biografía

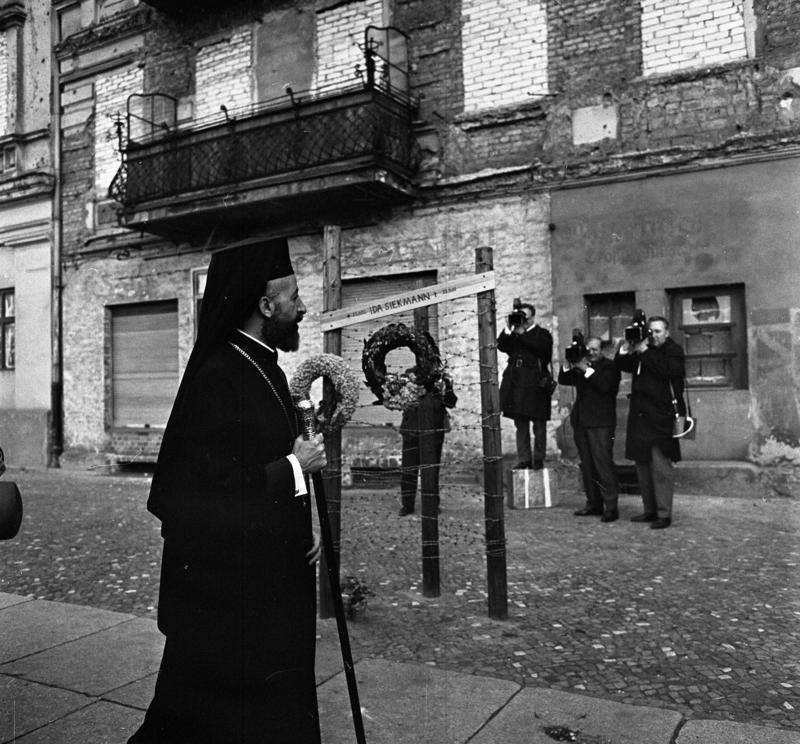
Visita de Makarios III, presidente de Chipre, al monumento dedicado a Ida Siekmann en el lugar de su caída (mayo de 1962). La fotografía muestra las puertas y ventanas del edificio tapiadas, para evitar la fuga de las personas residentes hacia el oeste

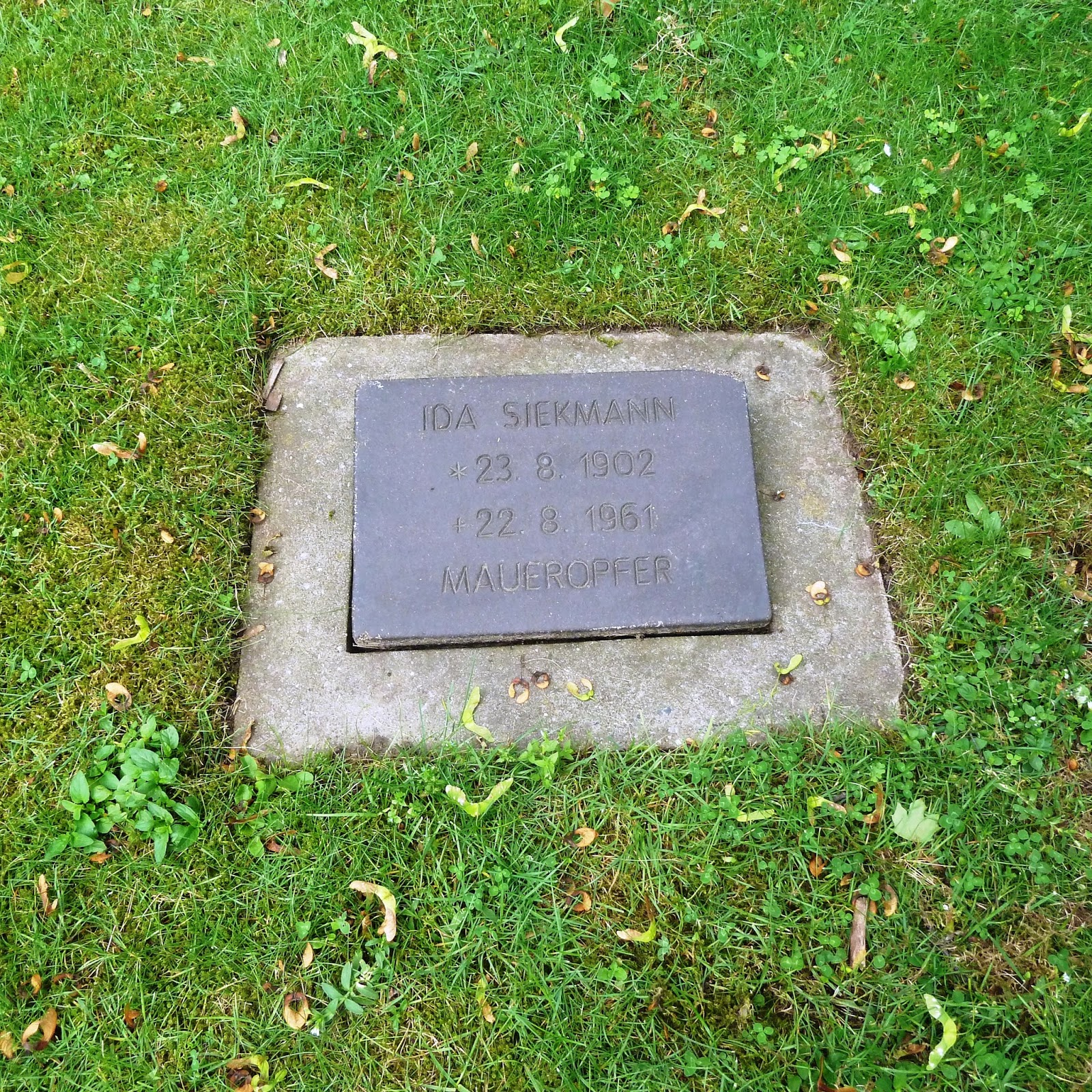
Tumba de Ida Siekmann, en el Urnenfriedhof Seestrasse, Berlín-Wedding (2011)

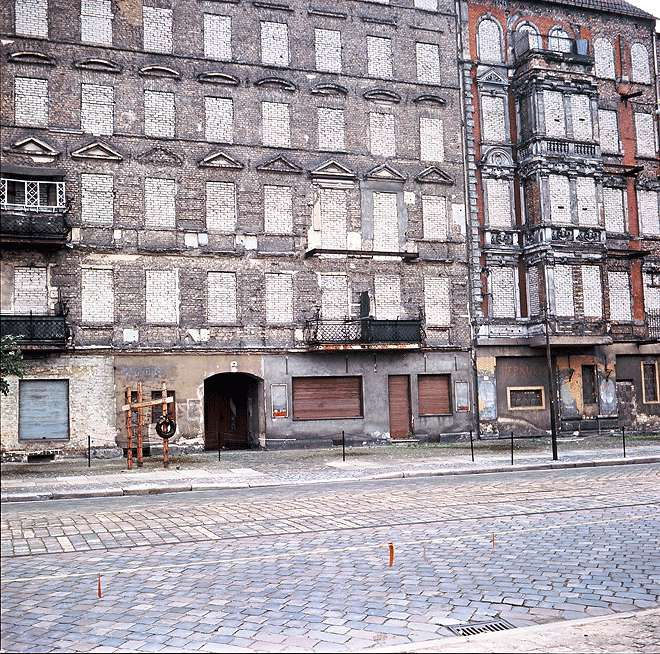
Bernauer Straße 48 (y 47c a la derecha) en junio de 1965. La fotografía muestra la puerta delantera del edificio donde vivía Ida Siekmann y la ventana del cuarto piso desde la que saltó.

Se trasladó a Berlín, donde trabajó como enfermera, y en agosto de 1961 ya era viuda, aunque no se sabe cuándo enviudó. Vivía en Bernauer Straße 48 en el distrito de Mitte, una calle que formaba parte de la frontera entre el sector soviético y el sector francés de Berlín, y tenía una hermana, Martha L., que vivía solo a unos cuantos metros, en Lortzingstraße, en el sector francés.
Cuando terminó la Segunda Guerra Mundial, las potencias vencedoras se dividieron la capital alemana en cuatro zonas: soviética, estadounidense, británica y francesa. La calle y la acera de Bernauer Straße estaban en el sector francés de Berlín Oeste, la fachada de los edificios del lado sur quedaron en el sector soviético de Berlín Este. Siekmann cruzaba la frontera entre los sectores francés y soviético regularmente solo con salir de su casa. 

## Muerte
El 13 de agosto de 1961, la República Democrática Alemana inició la construcción del Muro de Berlín. Inmediatamente después de que la frontera entre Berlín Este y Oeste fuera cerrada, numerosas familias y personas de Bernauer Straße huyeron al Oeste. El 18 de agosto de 1961, el dirigente de Alemania del Este Walter Ulbricht ordenó a las tropas de frontera que tapiaran las puertas de entrada y las ventanas de los edificios del lado sur de la calle. Miembros de los Grupos de Combate de la Clase Obrera y Volkspolizei controlaban a todas las personas que intentaban entrar en las casas, y los residentes eran sometidos a controles rígidos, incluso en los pasillos. Numerosos residentes de aquellas viviendas huían a Berlín Oeste, y los de los pisos superiores eran a menudo rescatados por los bomberos cuando saltaban sobre las mantas que desplegaban.
El 21 de agosto, comenzaron a sellar la puerta y ventanas de Bernauer Straße 48. A las 08:50 de la mañana siguiente, el día anterior a su 59.º cumpleaños, Siekmann arrojó a la calle su ropa de cama y algunas pertenencias antes de saltar por la ventana de su apartamento del cuarto piso (por estándares estadounidenses, tercer piso por estándares alemanes). Saltó antes de que los bomberos pudieran llegar y desplegar sus mantas para amortiguar la caída. Al estrellarse contra el pavimento, resultó gravemente herida. Transportada de urgencias al Lazarus Hospital, falleció en el trayecto, convirtiéndose así en la primera víctima conocida del Muro de Berlín.

## Entierro
Fue enterrada en el cementerio de Seestraße el 29 de agosto; en septiembre se erigió un monumento en Bernauer Straße 48. El monumento fue visitado a menudo por políticos extranjeros, incluyendo a Robert F. Kennedy y el arzobispo Makarios, para honrar a las víctimas del Muro de Berlín.
Las casas en el lado sur de Bernauer Straße fueron derribadas en 1963 y reemplazadas por un muro de hormigón.

## Literatura
- Hans-Hermann Hertle, Maria Nooke, The deaths at the Berlin Wall 1961–1989: a biographical handbook (ed. the Centre for Contemporary History Potsdam and the Berlin Wall Foundation). Enlaces, Berlín 2009, ISBN 978-3-86153-517-1 , pp. 36@–38